# Retusa ovulina
Retusa ovulina is een slakkensoort uit de familie van de Retusidae. De wetenschappelijke naam van de soort is voor het eerst geldig gepubliceerd in 1991 door Lin.